# Larivière-Arnoncourt
Larivière-Arnoncourt är en kommun i departementet Haute-Marne i regionen Grand Est (tidigare regionen Champagne-Ardenne) i nordöstra Frankrike. Kommunen ligger i kantonen Bourbonne-les-Bains som tillhör arrondissementet Langres. År 2022 hade Larivière-Arnoncourt 122 invånare.

## Befolkningsutveckling
Antalet invånare i kommunen Larivière-Arnoncourt
| Referens: INSEE |